# قمة الرياض العالمية للصحة الرقمية 2020
قمة الرياض العالمية للصحة الرقمية هي مؤتمر دولي استضافته المملكة العربية السعودية عن بعد في أغسطس 2020 على هامش عام الرئاسة السعودية لمجموعة العشرين، ونظمته الشؤون الصحية بوزارة الحرس الوطني والأمانة السعودية لمجموعة العشرين بالتعاون مع المركز السعودي للشراكات الإستراتيجية الدولية.
تعدّ القمة منصة رقمية دولية تجمع نخبة من الكفاءات العالمية القادرة على التعاون في سبيل تعجيل استجابة العالم لوباء كوفيد19، وتمهد الطريق نحو تشكيل جبهة موحدة لإدارة الأزمات وبناء القدرات من أجل مستقبل قادر على الصمود في وجه التطورات.

## الأهداف
تهدف القمة إلى تحقيق 7 أهداف رئيسية؛ منها الترويج لتقنيات الصحة الرقمية المزدهرة ودورها في تمكين حلول الصحة العامة في مكافحة الأوبئة، وتعزيز استخدام التكنولوجيا الرقمية في المراقبة والكشف والوقاية من فيروس «كورونا»، وتمكين الصحة الرقمية من لعب دور في التخفيف من تأثير «كوفيد19» على نظام الرعاية الصحية، بالإضافة إلى تعزيز الجهود المشتركة في تطوير التقنيات الرقمية العادلة والمستخدمة على نطاق واسع في معالجة الأوبئة الفيروسية الحالية والمستقبلية، إضافة إلى صقل المعرفة والمهارات والتدريب في التقنيات الرقمية لمواجهة جمهور المستقبل التحديات الصحية. كما تهدف القمة إلى تحقيق ضمان استخدام البيانات الصحية الرقمية وإدارتها بشكل مسؤول من أجل الحفاظ على ثقة الجمهور وتقديم أفضل ممارسات الأمن السيبراني، بالإضافة إلى تمهيد الطريق نحو شراكات إستراتيجية متعددة الأطراف مع مؤسسات الرعاية الصحية.

## الموضوعات
ناقشت القمة عددا من الموضوعات، منها: رقمنة الصحة العامة والذكاء الصناعي وأتمتة العمليات الروبوتية، بالإضافة إلى تقنية التواصل ومعالجات أزمة الصحة العامة، وموضوعات «الصحة عن بُعد» ودورها في السياسة الصحية وفعاليتها في مكافحة الأوبئة، بجانب علم الأوبئة وتقنية معالجات الأوبئة، بالإضافة إلى نماذج التنبؤ.

## المشاركون
شهدت القمة مشاركة عدد من خبراء وقادة القطاع الصحي العالمي والمتحدثين الدوليين، وسجلت أكثر من 135,000 مشارك، وأكثر من 300,000 مشاهد غير مسجل عبر قنوات التواصل الاجتماعي.

## إعلان الرياض للصحة الرقمية
أوصى المشاركون في القمة بالتنفيذ الفعال للبروتوكولات القائمة على البيانات والأدلة، والعمل مع أصحاب المصلحة العالميين لمواجهة انتشار المعلومات الخاطئة والمضللة من خلال منصات وسائل التواصل الاجتماعي ووسائل الإعلام.
كما دعا إعلان الرياض إلى إنشاء مجموعة بيانات عالمية قياسية للإبلاغ عن بيانات الصحة العامة بالإضافة إلى هيكل إدارة بيانات مصمم خصيصًا للأمراض المعدية، وضرورة تمكين منظمات الصحة والرعاية بالتكنولوجيا اللازمة لتحويل جمع البيانات عالية الجودة وفي الوقت المناسب ومشاركتها للحصول على معلومات صحية تطبيقية، وتطوير أدوات وخدمات شخصية رقمية لدعم البرامج الصحية الشاملة (الوقاية من الأمراض، والفحوصات، والإدارة، وبرامج التطعيمات) عالميًا.
ودعت القمة للعمل على إنشاء البنية التحتية لمشاركة الممارسات الصحية الرقمية الجيدة، وأكدت على أن التكنولوجيا الرقمية وتقنية البيانات التطويرية ستعزز سياسات الصحة العامة العالمية المشتركة وأنظمة الصحة وستحسن الأداء بشكل خاص في الأوبئة والتحديات الصحية الأخرى في المستقبل.